# Хождение в жито

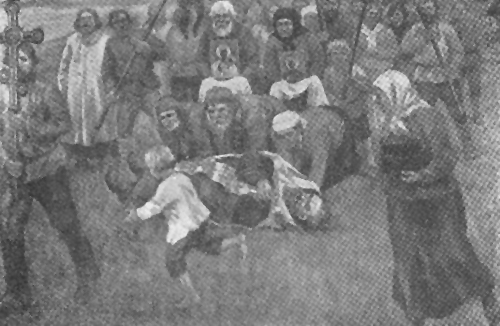
Катание священника по полю

Хождение в жито — у славян обрядовый комплекс, состоящий из действий, поверий, примет, песен и заговоров, относящихся к весенне-летним обходам полей. Обряды совершаются в основном от Пасхи до Зелёных святок и Ивана Купалы, когда жито уже достаточно подросло или даже начинало колоситься.
В зависимости от местности, обряды различаются составом участников; количеством выходов в поле; приуроченностью к тому или иному празднику или этапу произрастания злаков; действиями. У южных славян-католиков преобладают преобладают коллективные обходы полей, на востоке Балкан и у восточных славян — индивидуально-семейные формы.
Хождение в жито включает катание по земле людей (в.-слав., отчасти в.-балк.), укладывание в посевы и катание по ним хлебов
(з.-слав.), втыкание в землю веток, крестиков (ю.-слав., з.-слав.), подбрасывание вверх некоторых предметов, трапезу в поле с песледующим закапыванием остатков еды в землю (в.-слав., в.-балк.) и другое.